# Hilary Rhoda
Hilary Rhoda tên thật là Hilary St Claire (sinh ngày 06 tháng 3 năm 1987, tại Chevy Chase, Maryland, Mỹ) là một người mẫu thành danh của Mỹ, nổi tiếng trên các tạp chí thời trang danh tiếng.

## Sự nghiệp
Hilary Rhoda sinh ra và lớn lên tại vùng Chevy Chase, Maryland. Khi ở Trường trung học, cô vốn là thành viên của đội thể thao, với đôi chân dài giúp Hilary dễ dàng chiến thắng trong các cuộc thi chạy, cô còn chơi rất giỏi môn hockey trên cỏ. Sau khi học xong, cô được công ty người mẫu quốc tế IMG tuyển dụng.
Cô sở hữu chiều cao 1,80 m cùng số đo 3 vòng: 86-61-86, rông như một cô búp bê xinh đẹp, cá tính, có gương mặt hoàn hảo như tạc tượng. Ngay khi bắt đầu làm người mẫu, Hilary nhanh chóng có những hợp đồng quảng cáo đắt giá với Caroline Trentini, Gisele Bundchen, Givenchy, Raica Oliveira, Linda Vojtova.
Cùng với những hợp đồng trình diễn thời trang, Hilary Rhoda còn trở thành siêu mẫu được các nhiếp ảnh gia danh tiếng như Steven Meisel, Mario Testino, David Sims, Arthur Elgort, Solve Sundsbo yêu thích. Cô còn xuất hiện liên tục trên tạp chí Vogue của Pháp, Ý, Hàn Quốc, W, Harper’s Bazaar, V Magazine, i-D, hãng thời trang Gucci…
Ngoài ra cô còn thực hiện các chiến dịch quảng cáo cho các hãng Abercrombie & Fitch, Balenciaga, Chanel, Dolce & Gabbana Cruise, DSquared2, Donna Karan, Emanuel Ungaro, Estee Lauder, Etro, Givenchy, Gucci Cruise, Just Cavalli, Lancome, Louis Vuitton, Pucci, Ralph Lauren Blue label, St. John, Valentino, Zara…
Hilary Rhoda có tên trong Top 15 siêu mẫu có thu nhập cao nhất thế giới 2 năm 2007, 2008 và đứng thứ 4 trong Top 50 siêu mẫu đắt giá nhất do website Models bình chọn. Cô từng giành ngôi quán quân trong "Top 10 siêu mẫu thế hệ mới" do trang web Models bình chọn.